# Américium 241
table
L'américium 241, noté 241Am, est l'isotope de l'américium dont le nombre de masse est égal à 241 : son noyau atomique compte 95 protons et 146 neutrons avec un spin 5/2- pour une masse atomique de 241,056 83 g/mol. Il est caractérisé par un excès de masse de 52 934,3 ± 1,1 keV et une énergie de liaison nucléaire par nucléon de 7 543,28 keV. Un gramme d'américium 241 présente une radioactivité de 127,0 GBq.

## Propriétés
Ce radioisotope donne du neptunium 237 par désintégration α avec une énergie de désintégration de 5,638 MeV et une période radioactive de 432,2 ans ; le 237Np subit à son tour une désintégration α avec une période de 2,144 millions d'années en protactinium 233 :
{\displaystyle \mathrm {^{241}_{\ 95}Am\ {\xrightarrow[{432,2\ ans}]{\alpha \ 5,638\ MeV}}\ _{\ 93}^{237}Np\ {\xrightarrow[{2\ 144\ 500\ ans}]{\alpha \ 4,959\ MeV}}\ _{\ 91}^{233}Pa\ {\xrightarrow[{26,967\ jours}]{\beta ^{-}\ 0,571\ MeV}}\ _{\ 92}^{233}U} }
{\displaystyle \mathrm {^{233}_{\ 92}U\ {\xrightarrow[{159\ 200\ ans}]{\alpha \ 4,909\ MeV}}\ _{\ 90}^{229}Th\ {\xrightarrow[{7\ 880\ ans}]{\alpha \ 5,168\ MeV}}\ _{\ 88}^{225}Ra\ {\xrightarrow[{14,9\ jours}]{\beta ^{-}\ 0,357\ MeV}}\ _{\ 89}^{225}Ac} }
{\displaystyle \mathrm {^{225}_{\ 89}Ac\ {\xrightarrow[{10,0\ jours}]{\alpha \ 5,935\ MeV}}\ _{\ 87}^{221}Fr\ {\xrightarrow[{4,9\ min}]{\alpha \ 6,458\ MeV}}\ _{\ 85}^{217}At\ {\xrightarrow[{32,3\ ms}]{\alpha \ 7,202\ MeV}}\ _{\ 83}^{213}Bi} }
{\displaystyle \mathrm {^{213}_{\ 83}Bi\ {\xrightarrow[{45,59\ min}]{\beta ^{-}\ 1,426\ MeV}}\ _{\ 84}^{213}Po\ {\xrightarrow[{4,2\ \mu s}]{\alpha \ 8,537\ MeV}}\ _{\ 82}^{209}Pb\ {\xrightarrow[{3,253\ heures}]{\beta ^{-}\ 0,644\ MeV}}\ _{\ 83}^{209}Bi} }
Dans 85 % des cas, la désintégration α se produit par une émission d'une particule de 5,485 MeV vers un état excité du 237Np, dont le retour au fondamental libère un rayon gamma de 59,54 keV. Le spectre énergétique de la désintégration de l'américium 241 est cependant complexe, avec de nombreuses transitions différentes possibles, en théorie il comprend plus de 200 raies d'émissions α, γ et X, toutefois la majorité sont de faible probabilité et peu observables en pratique.
L'atome 241Am connaît également une fission spontanée avec une probabilité voisine de 4 × 10−10.
Il s'agit d'un isotope fissile, mais dont la masse critique (sphère nue) est particulièrement élevée, d'au moins 60 kg.
De tous les isotopes d'américium, l'isotope 241Am est le plus simple à produire en quantité avec un bon degré de pureté, ce qui en fait le plus utilisé de tous. C'est d'ailleurs le seul[réf. nécessaire] nucléide synthétique ayant un usage domestique : on le trouve dans certains détecteurs de fumée,,, où il sert comme source de rayonnements ionisants sous forme d'un échantillon de dioxyde d'américium 241AmO2 représentant 0,28 µg de l'isotope 241Am.
Il était également utilisé dans certains paratonnerres.

## Utilisation en tant que source d'énergie spatiale
L'américium 241 a été proposé comme source d'énergie pour générateur thermoélectrique à radioisotope en raison de sa période plus longue que celle du plutonium 238 généralement utilisé à cette fin. Ces générateurs servent à alimenter en électricité les sondes spatiales destinées à l'exploration du Système solaire externe — là où le rayonnement solaire est bien trop faible pour générer suffisamment de puissance électrique à partir des panneaux solaires — ou les robots posés en surface des planètes telles que Mars ou la Lune afin de pouvoir fonctionner également la nuit.
L'américium 241 a cependant une densité d'énergie de l'ordre du quart de celle du plutonium 238, il fournit une puissance spécifique initiale d'environ 115 W/kg pour l'isotope pur (soit 17,8 % de celle du 238Pu) ramenée à 101 W/kg sous forme de dioxyde d'américium 241 241AmO2. De plus, son spectre énergétique génère davantage de rayons γ, principalement à 59,54 keV, de sorte qu'un blindage d'au moins 20 mm de plomb est nécessaire pour ramener à 100 µSv/h la dose équivalente reçue d'une source d'un kilowatt située à un mètre : c'est davantage que le plutonium 238, qui ne requiert qu'environ 2,5 mm de plomb dans ces conditions, mais moins que tous les autres radioisotopes envisageables pour ce type d'applications.

## Utilisation en tant que composant de détecteur de fumée

L’américium 241 est utilisé depuis des dizaines d'années dans certains détecteurs de fumée sous forme de 241AmO2 (dioxyde d’américium). Du fait de sa radioactivité émettrice de particules α, ce radioisotope a comme faculté le pouvoir d'ioniser l'air. Il peut ainsi créer des champs électriques microscopiques de l'ordre du picoampère, d'intensité infime, mais détectables. Est alors utilisé le principe de la chambre d'ionisation. C'est un espace rempli d'air entre deux électrodes permettant à un courant électrique constant de passer entre les plaques d'un condensateur, en raison du rayonnement ionisant. Tant que le courant est détecté, l'alarme ne se déclenche pas.
Cependant, lorsque de la fumée s'intercale entre les plaques du condensateur et la source du rayonnement, elle bloque/absorbe des ions formés par les particules α et donc fait baisser le courant électrique par la même occasion, ce qui déclenche l'alarme.
Bien entendu, l'inconvénient provient du fait que ce dispositif contient des matières radioactives. La quantité est très faible (moins d'un microgramme), mais la radioactivité est élevée avec 127 milliards de particules α émises par seconde (par gramme de métal). C'est la raison pour laquelle l'utilisation de ces détecteurs est devenue interdite en France.

## Environnement
En France, l'IRSN a produit une fiche sur l'américium 241 et l'environnement.